# Ferdinand Vogel

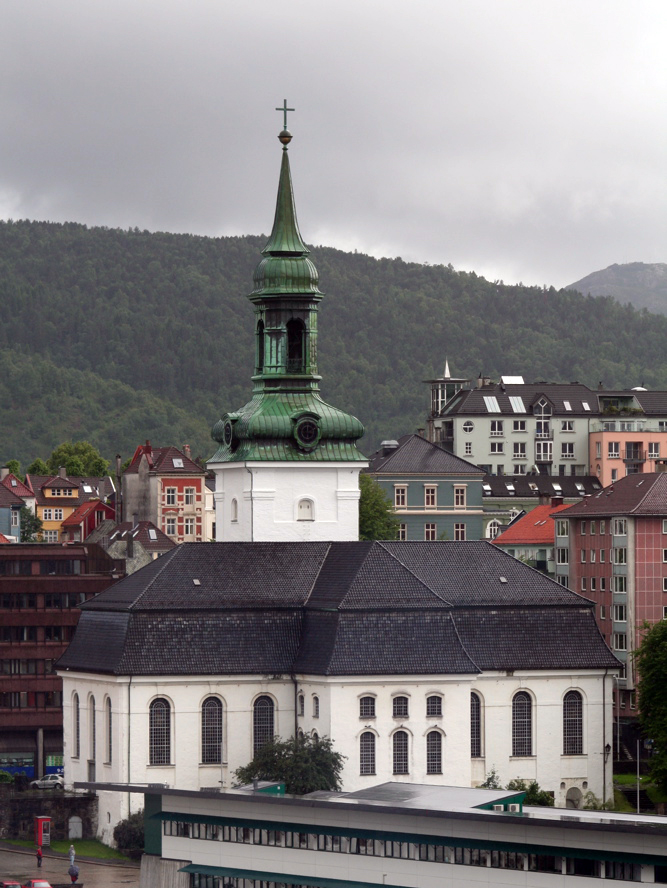
Nykirken i Bergen.

Friedrich Wilhelm Ferdinand Vogel, född 9 september 1807 i Havelberg, död 20 juli 1892 i Bergen, var en tysk-norsk organist.
Vogel var en framstående organist, gjorde talrika konsertresor och anställdes 1852 som organist vid Nykirken i Bergen, där han med statsbidrag även inrättade en organistskola. Han gjorde flera kompositioner, även i större stil, men av vilka endast enstaka tryckts.